# Івановецька сільська територіальна громада
Івановецька сільська громада — територіальна громада в Україні, в Мукачівському районі Закарпатської області. Адміністративний центр — село Іванівці.
Площа громади —  км², населення —  мешканців (2020).
Утворена 12 червня 2020 року шляхом об'єднання Івановецької, Бобовищенської, Жуківської, Копиновецької і Лохівської сільських рад Мукачівського району.

## Населені пункти
У складі громади 13 сіл:
- с. Іванівці
- с. Бобовище
- с. Грибівці
- с. Жуково
- с. Ільківці
- с. Клячаново
- с. Копинівці
- с. Лохово
- с. Микулівці
- с. Ростов'ятиця
- с. Старе Давидково
- с. Череївці
- с. Щасливе